# (30836) Schnittke
(30836) Schnittke ist ein Asteroid des Hauptgürtels, der am 15. Januar 1991 vom deutschen Astronomen Freimut Börngen an der Thüringer Landessternwarte Tautenburg (IAU-Code 033) in Thüringen entdeckt wurde.
Der Asteroid wurde nach dem russlanddeutschen Komponisten und Pianisten Alfred Schnittke (1934–1998) benannt, der seine musikalische Ausbildung am Moskauer Konservatorium absolvierte und eine polystilistische Kompositionsweise entwickelte.